# Йоганнес Мартінус Бюрґерс
 Йога́ннес (Ян) Марті́нус Бю́рґерс (нід. Johannes (Jan) Martinus Burgers; 13 січня 1895, Арнем, Нідерланди — 7 червня 1981, Вашингтон, США) — нідерландський вчений у галузі фізики твердого тіла, гідродинаміки, відомий впровадженням поняття вектора Бюрґерса в теорію дислокацій, відкриттям рівняння Бюргерса в гідродинаміці, матеріалу Бюргерса в теорії в'язкопружності.

## Родина
Йоганнес (Ян) Мартінус Бюрґерс народився 13 січня 1895 року в родині поштового працівника Йоганнеса Мартінуса Бюргерса та Йоганни Хендріки Ромійн (нід. Johanna Hendrika Romijn). 1919 р. одружився з Жанетт Русеншон (Jeannette Dolvina Roosenschoon, (1895—1939). Від цього шлюбу народилися син та дві дочки. Після смерті дружини 1941 р. одружився з Анною Верховен (Anna Margretha Verhoeven) (1897—1983). Цей шлюб залишився бездітним.

## Освіта
Ян Бюргерс разом із братом Вільгельмом Джерардом (Віллі), молодшим за нього на два з половиною роки, виростали  в особливій родинній атмосфері. Його мало освічений батько витрачав увесь вільний час і багато грошей на захоплення мікроскопією,  астрономією, мінералогією, геологією. До цих занять долучав і своїх синів. Хлопці постановили стати шкільними вчителями, а про більше і не мріяли. Але так склалося, що Ян  після випускного іспиту в середній школі в Арнемі в 1912 році і домашнього дворічного скороченого курсу  з латини та грецької мови, зрозумів, що має достатній рівень знань для вивчення математики та фізики в університеті.
1914 року він поступив у Лейденський університет, де на нього здібного студента відразу звернув увагу професор теоретичної фізики Пауль Еренфест.
Професор долучив його до свого кола студентів, котрі - часто у нього вдома - щотижня вели бурхливі дискусії з наукових та соціальних питань. Завдяки цим зустрічам Бюрґерс був не тільки обізнаний з найсвіжішими досягненнями  в галузі фізики, але й став політично усвідомленим у лівій ідеології.  Еренфест заохочував цікавитися професійною літературою, читати лекції, знайомив його з відомими фізиками, зокрема Альбертом Ейнштейном, коли вони відвідували Лейден.

## Професійна й наукова діяльність
Бюрґерс в пришвидшеному темпі успішно завершив навчання і вже на початку 1916 р. став асистентом у лабораторії професора експериментальної фізики 
Гейке Камерлінга-Оннеса. 1 грудня 1917 р. він склав докторський іспит, після чого прийняв посаду куратора у фізичній лабораторії фонду Гарлема Тейлера, яку очолював лейденський професор теоретичної фізики Гендрік Антон Лоренц. Бюрґерс провів тут дослідження нової атомної моделі Е. Резерфорда та Н. Бора для конкурсу, організованого Тейлером, який він виграв. Ця праця згодом стала відправним пунктом для його дисертації, присвяченої атомній моделі Резерфорда-Бора, і за яку він отримав докторську ступінь 7 листопада 1918 року. У цей час він уже три місяці був професором  кафедри машинобудування та суднобудування Делфтського технічного університету. Тут він зосередився на галузях аеро- та гідродинаміки, які були ще майже невідомими в Нідерландах та створив  лабораторію з вітровим тунелем та водним каналом. Незважаючи на просте обладнання лабораторії Бюрґерс та його єдиний помічник вже в 1922 р. вперше продемонстрували важливі властивості турбулентних потоків. Скоро він став світовим авторитетом в галузі гідродинаміки ін майже повністю присвятив свою наукову діяльність теорії турбулентності. Проте, незважаючи на його зусилля та зусилля інших науковців, не вдавалося сформулювати задовільну теорію турбулентних потоків. Тому в 30-х роках він запропонував рішення у вигляді спрощеного диференціального рівняння в часткових похідних, яке містило  істотні елементи турбулентності і при цьому було математично керованим. На його честь це рівняння було названо рівнянням Бюрґерса. Це рівняння є різновидом рівнянь Нав'є — Стокса для одновимірного випадку, застосовується також в фізиці конденсованого стану та космології.
Бюрґерс продовжував дослідження і в інших сферах динаміки рідин. Результати досліджень регулярно публікував у матеріалах Нідерландської Королівської академії наук, членом якої був обраний у 1931 році. В Академії він виконував функції секретаря Комітету з в'язкості, який курував дослідження пружної та пластичної деформації матеріалів. Тут він мав можливість контактувати з науковцями з хімії, кристалографії тощо. Тоді ж він зацікавився кристалографією, яка привела його в нову сферу наукової діяльності, яку він досліджував разом з братом Вільгельмом (професором фізичної хімії) — вивчення дефектів кристалічної будови твердих тіл. Він висловив припущення, що малокутові границі субзерен утворюють ряди дислокацій, впровадив у теорію дислокацій два поняття, названі на його честь: контур Бюрґерса та вектор Бюрґерса. Вектор Бюрґерса характеризує ступінь спотворення кристалічної ґратки дислокацією і визначає енергію дислокації, сили, які діють на неї, величину зсуву від руху дислокації тощо.
У 1920–1930-х роках Бюрґерс брав участь у прикладних наукових дослідженнях.   Наприклад, він консультував Національну службу авіаційних досліджень з проектування вітрового тунелю, проводив розрахунки дамб і шлюзів для Міністерства управління транспортом та водопостачанням,  допомагав Державним шахтам у вдосконаленні градирень та аераційних установок. Та найбільшим його досягненням стало створення системи вентиляції підводного тунеля Маас в Роттердамі. Будівництво тунелю розпочалося в 1937 році і було завершено в 1942 році.
Бюрґерс завжди усвідомлював важливість міжнародних наукових контактів. Він добре знав англійську, французьку, німецьку мови, задовільно російську, тому активно  листувався майже з усіма відомими вченими своєї наукової галузі. Перші контакти він нав'язав вже під час Першого міжнародного конгресу прикладної механіки в Делфті в 1924 р., одним із організаторів якого він був. Пізніше в 30-х — 40-х роках він часто й тривало відвідував європейські країни, США, Радянський Союз. Його подорожі в Радянський Союз були пов'язані не лише з науковими інтересами, але й зацікавленням комуністичною ідеологією. Він став членом комуністичної партії Нідерландів, хоча згодом визнавав, що його інтерес до цієї ідеології був чисто теоретичним і він не виявляв політичної активності. Остаточно він порвав стосунки з партією після останньої поїздки в Радянський Союз в 1936 році.

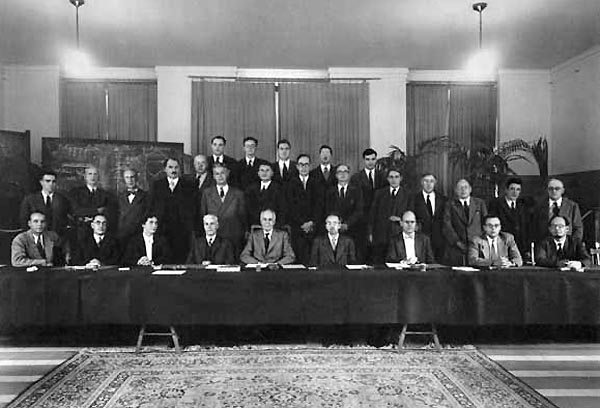
Сольвеєвський конгрес з фізики в Брюселі, 1951. Зліва направо, сидять: Крусарро, Норман Персі Аллен, Іветт Кошва, Борілієс, Вільям Лоренс Брегг, Кристіан Мюлер, Фредерік Сайтц, Джон Герберт Голломон, Франк; середній ряд: Ґерхард Ратенау, Костер, Ерік Рудберґ, Фламаш, Ґош, Ґровен, Еґон Орован, Ян Бюрґерс, Вільям Бредфорд Шоклі, Андре Ґіньє, Ч.С. Сміт, Ульріх Делінґер, Лаваль, Еміль Генріот; верхній ряд: Ґаспар, Ломер, Алан Коттрелл, Джордж Хомс, Губерт Кур'єн

Одразу після війни, під впливом цих подій та досвіду, Бургерс вирішив відмовитися від досліджень механіки рідин та продовжити діяльність у соціальній галузі. Та це було не його, і він знову повернувся до фізики. Його роботи з турбулентності та аеродинаміки у Всесвіті стали відомими і високо оціненими: він отримав почесний докторський ступінь у Вільному університеті Брюсселя, у 1948 році  університета Пуатьє в 1950 році. Коли після Другої світової війни стали відновлюватися міжнародні контакти, в 1946 році був заснований Міжнародний союз теоретичної та прикладної механіки, першим генеральним  секретарем якого був обраний Бюрґерс. Залишався на цій посаді до 1952 року.
У Делфті для нього Бюрґерса склалася несприятлива атмосфера, він досі не мав сучасної лабораторії. І тому почав замислюватися над можливістю еміграції. Хоча він отримав привабливі попозиції з Ізраїлю та Індонезії, але врешті разом зі своєю другою дружиною він вирішив емігрувати до США. Дозвіл на проживання в США затримався аж до 1955 року, очевидно через його минуле членство в комуністичній партії Нідерландів.   Бюрґерси оселилися в Хаятсвіллі, в передмісті Вашингтона. Він працював науковим співробітником Інституту динаміки рідин і прикладної математики  Мерілендського університету. Там він досліджував нові галузі, такі як магнітогідродинаміка, в тому числі й динамікуу плазми.
1965 року Бюрґерс вийшов на пенсію, але продовжував працювати в інституті на посаді дослідницького професора. Тепер він мав час, щоб підсумувати свою наукову діяльність у двох важливих книгах: "Flow Equations for Composite Gases" та "The Nonlinear Diffusion Equation: Asymptotic Solutions and Statistical Problems".
На жаль, останні роки життя Йоганнеса Мартінуса Бюрґерса були затьмарені погіршенням здоров'я внаслідок хвороби Паркінсона, яка спричинила його смерть у 1981 році у вашингтонській університетській лікарні.

## Нагороди
1931 року був обраний членом Нідерландської Королівської академії наук, а з переїздом до США став її іноземним членом.
1959 року був відзначений Американським математичним товариством Ґіббсівською лекцією за видатне застосування математики в галузі фізики.
1965 року нагороджений медаллю ASME Американського товариства інженерів-механіків за визначні інженерні досягнення.
1974 року Йога́ннес Бю́рґерс отримав престижну нагороду Отто Лапорта (Otto Laporte Award), яка признається щорічно з 1970  Американським фізичним товариством за визначні досягнення в галузі механіки рідин. З 2004 року ця нагорода називається  Призом з динаміки рідин.

## Основні наукові публікації
- J.M.Burgers Some considerations on the fields of stress connected with dislocations in a regular crystal lattice. Koninklijke Nederlandse Akademie van Wetenschappen, Afdeling Natuurkunde: Proceedings of the Section of Sciences, ISSN 0370-0348, Bd. 42, 1939, S.293-325,(Part I), 378-399(Part II).
- J.M. Burgers, Proc.Phys.Soc.(London) 52,(1940) 23.
- J.M.Burgers and W.G.Burgers Dislocations in crystal lattices , Chapter 6 of Rheology, Theory and Applications, edited by F.R.Eirich, vol. I, pp. 141-199, Academic Press, New York,1956
- Mathematical examples illustrating relations occurring in the theory of turbulent fluid motion. Verhandelingen der Koninklijke Nederlandse Akademie van Wetenschappen, Afdeeling Natuurkunde, Reihe 1, ISSN 0373-4668, Bd. 17, H. 2, 1939, S. 1-53.
- Shih-i Pai, J.M.Burgers Dynamics of Fluids and Plasmas:Proceedings of the Symposium helds in honor of Johannes M. Burgers, University of Maryland, College Park, 1965
- J.M. Burgers Flow Equations for Composite Gases. Academic Press, 1969.
- J.M. Burgers The Nonlinear Diffusion Equation: Asymptotic Solutions and Statistical Problems.
- F. T. M. Nieuwstadt, J. A. Steketee (Herausgeber): Selected Papers of J. M. Burgers. Kluwer Academic, Dodrecht 1995, ISBN 0-7923-3265-2